# Piccolo dodecaedro stellato
In geometria solida il piccolo dodecaedro stellato è uno dei quattro poliedri di Keplero-Poinsot. Lo si attribuisce comunemente a Keplero, anche se sono note rappresentazioni precedenti.

## Proprietà
Il piccolo dodecaedro stellato è un poliedro di Keplero-Poinsot: è cioè "regolare" ma non convesso.
Le sue 12 facce sono poligoni stellati e si intersecano in più punti. I suoi vertici coincidono con quelli di un icosaedro.
Come tutti i poliedri regolari, il piccolo dodecaedro stellato ha tutte le facce regolari ed identiche, tutti gli spigoli della stessa lunghezza e lo stesso tipo di cuspide ad ogni vertice.
Lo stesso solido può essere interpretato con vertici, spigoli e facce diverse: è possibile infatti considerare "facce" soltanto i vari triangoli che stanno effettivamente sul bordo del poliedro. In questo caso si ottengono 60 facce, 90 spigoli e 32 vertici: da un punto di vista combinatorio, con questa descrizione il poliedro è un pentacisdodecaedro, in cui alcuni vertici sono stati però spostati verso l'esterno.

## Nell'arte

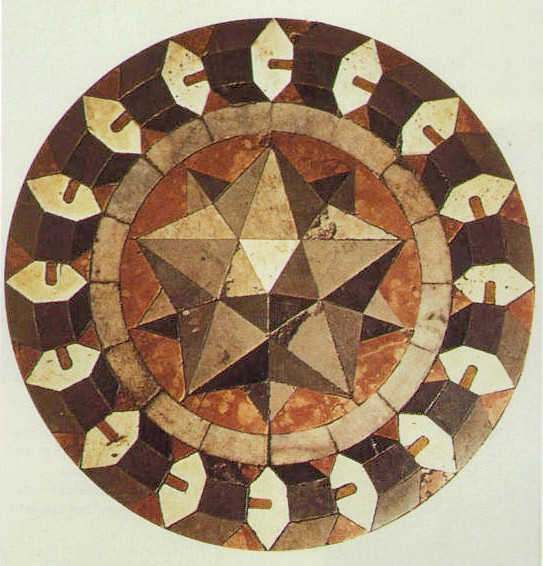
Mosaico di Paolo Uccello, 1430

Il primo esempio di piccolo dodecaedro stellato nell'arte è raffigurato nel mosaico in uno degli ingressi della Basilica di San Marco a Venezia, realizzato da Paolo Uccello verso il 1430.
La stessa figura è ripresa nelle due litrografie Contrast (Order and Chaos) (1950) e Gravitation (1952) di Escher.

## Poliedro duale
Il poliedro duale del piccolo dodecaedro stellato è il grande dodecaedro. 

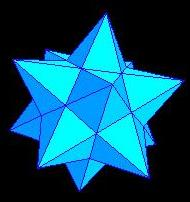
Piccolo dodecaedro stellato
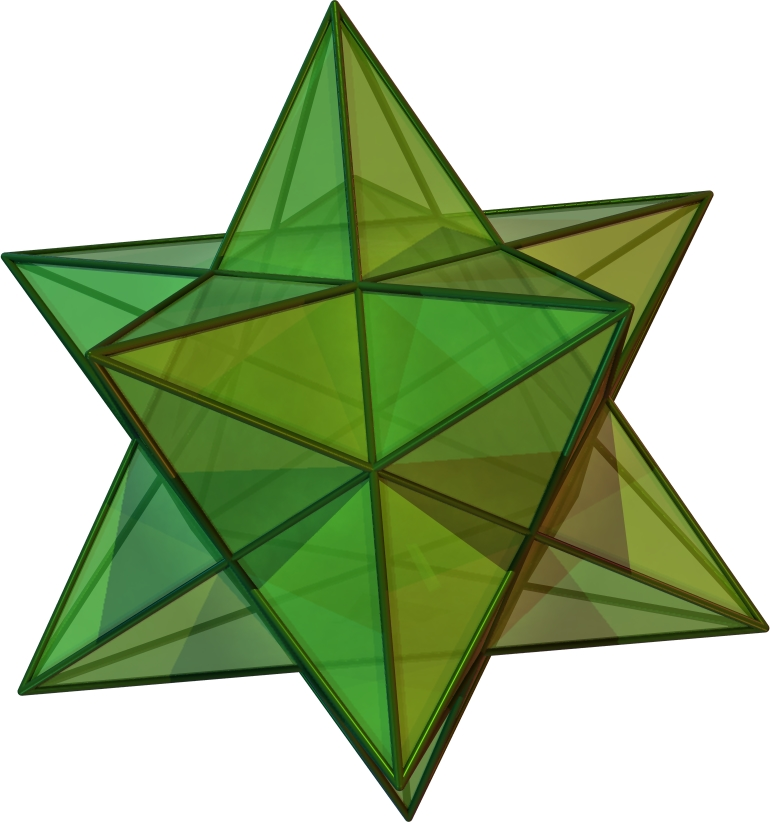
Trasparenza
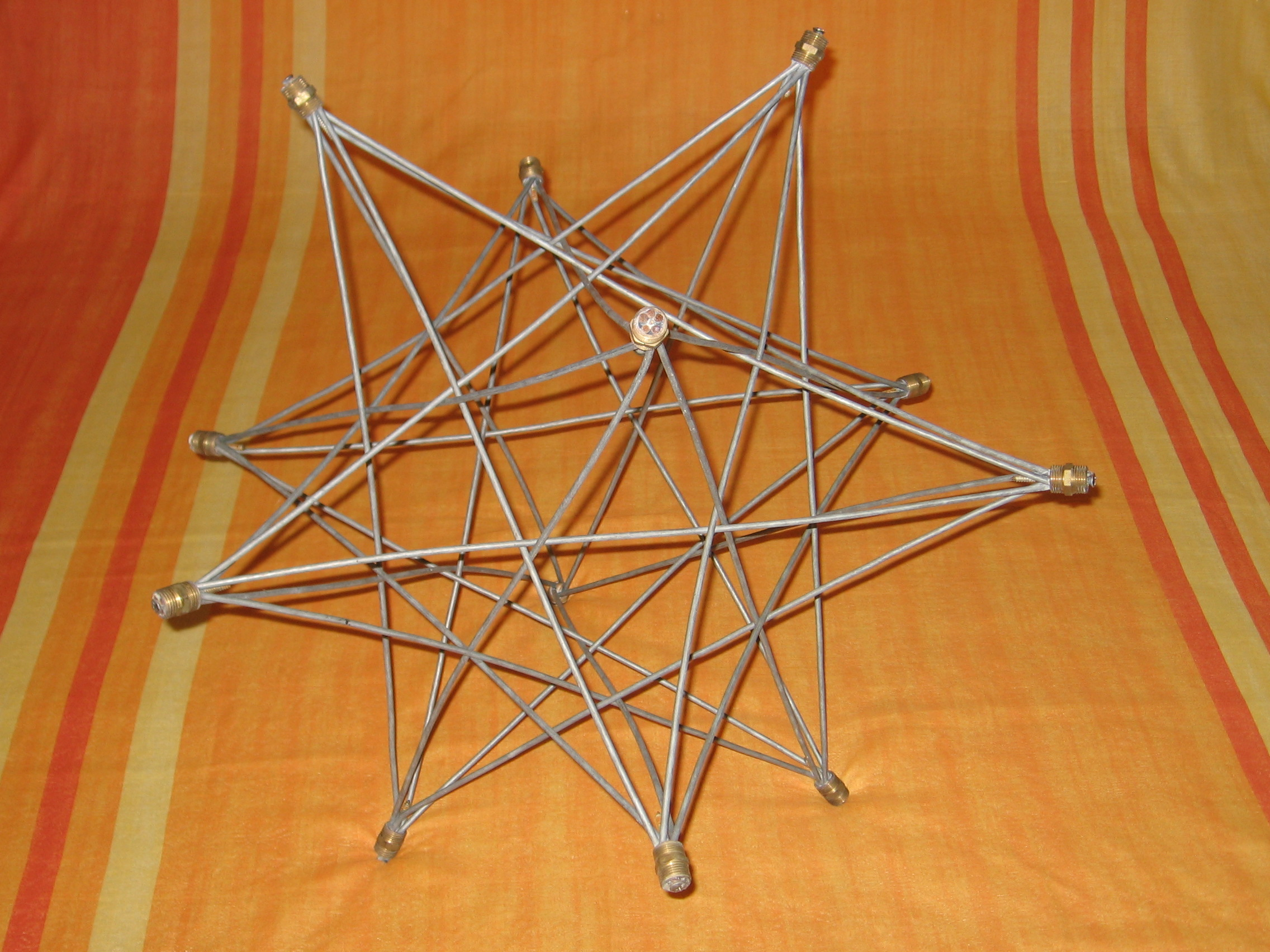
Modello
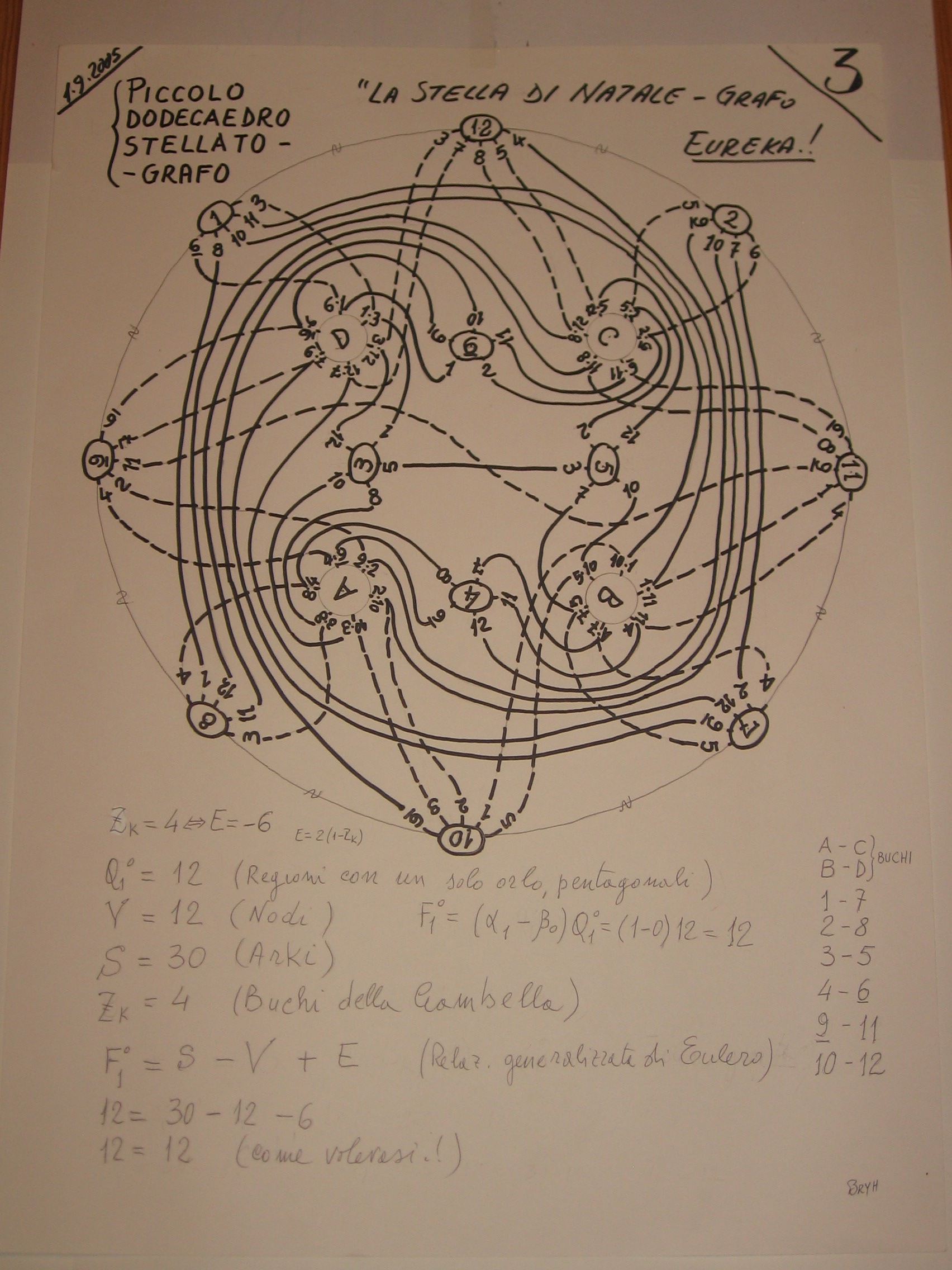
Grafo